# Kornél Ábrányi
Kornél Ábrányi  est un compositeur, pianiste et musicographe hongrois né le 15 octobre 1822 à Szentgyörgyábrány et mort le 20 décembre 1903 à Budapest.

## Biographie
Il fit ses études en Hongrie puis à Paris en 1843 (entre autres sous la direction de Chopin), puis à Vienne en 1846.
Compositeur d'œuvres pour le piano et de musique de chambre, d'inspiration romantique, nationale et populaire, il fut également ami de Liszt.
Il fut fondateur de la première revue musicale hongroise qu'il dirigea de 1860 à 1876. De même, il fonda en 1867 l'Union nationale des orphéons hongrois dont il fut le secrétaire général jusqu'en 1888. Il fut aussi secrétaire et professeur de l'École des Hautes Études Musicales dans la période 1875-1888.
Il fut également secrétaire de l'Académie de musique Franz-Liszt à Budapest.
En tant que musicographe, ses écrits restent encore de nos jours des documents précieux.